# Lista dinozaurów A-F
Alfabetyczna lista polskich nazw rodzajowych zwierząt uznawanych obecnie za dinozaury (z wyjątkiem ptaków). W przypadku braku polskiej nazwy dinozaur jest tu wymieniony pod nazwą systematyczną.

## A
- Aardonyx[1]
- Abdarainurus[2]
- Abditosaurus[3]
- abelizaur (Abelisaurus)
- abriktozaur (Abrictosaurus)
- abrozaur (Abrosaurus)
- Abydosaurus[4]
- Acantholipan[5]
- achelozaur (Achelousaurus)[6]
- Acheroraptor[7]
- achillezaur (Achillesaurus)[8]
- achillobator (Achillobator)[9]
- Acristavus[10]
- Acrotholus[11]
- adamantizaur (Adamantisaurus)[12]
- adazaur (Adasaurus)
- Adelolophus[13]
- Adeopapposaurus[14]
- Adratiklit[15]
- Adynomosaurus[16]
- Aepyornithomimus[17]
- aerosteon (Aerosteon)[18]
- Afromimus[19]
- afrowenator (Afrovenator)[20]
- agataumas (Agathaumas)
- agilizaur (Agilisaurus)
- agnosfityz (Agnosphitys)

- agujaceratops (Agujaceratops)[21]
- agustinia (Agustinia)[22]
- Ahshislepelta[23]
- Ahvaytum[24]
- Ajancingenia
- Ajkaceratops[25]
- Ajnabia[26]
- Akainacephalus[27]
- akantofolis (Acantopholis)
- akrokantozaur (Acrocanthosaurus)[28]
- alamozaur (Alamosaurus)[29]
- alaskacefal (Alaskacephale)
- Albalophosaurus[30]
- albertaceratops (Albertaceratops)[31]
- Albertadromeus[32]
- Albertavenator[33]
- albertonyk (Albertonykus)[34]
- albertozaur (Albertosaurus)[35]
- Albinykus[36]
- Alcovasaurus[37]
- alektrozaur (Alectrosaurus)
- aletopelta (Aletopelta)
- algoazaur (Algoasaurus)
- alioram (Alioramus)

- allozaur (Allosaurus)
- Almas[38]
- Alnashetri[39]
- alokodon (Alocodon)
- Alpkarakush[40]
- alśazaur (Alxasaurus)[41]
- altirin (Altirhinus)[42]
- altispinaks (Altispinax)
- alwalkeria (Alwalkeria)
- alwarezaur (Alvarezsaurus)[43]
- Amanzia[44]
- amargatytanis (Amargatitanis)[45]
- amargazaur (Amargasaurus)[46]
- Amazonsaurus[47]
- Ambopteryx[48]
- amficelias (Amphicoelias)
- Ampelognathus[49]
- ampelozaur (Ampelosaurus)[50]
- Amtocephale[51]
- amtozaur (Amtosaurus)
- amurozaur (Amurosaurus)amurozaur
- amygdalodon (Amygdalodon)
- anabisetia (Anabisetia)[52]
- Analong[53]
- anasazizaur (Anasazisaurus)[54]
- anatotytan (Anatotitan)
- anchiceratops (Anchiceratops)
- Anchiornis[55]
- anchizaur (Anchisaurus)
- andezaur (Andesaurus)
- Angaturama[56]
- Angolatitan[57]
- Angulomastacator
- Anhuilong[58]
- aniksozaur (Aniksosaurus)[59]
- animantarks (Animantarx)

- ankylozaur (Ankylosaurus)
- Anodontosaurus[60][61]
- Anomalipes[62]
- anoplozaur (Anoplosaurus)
- anserimim (Anserimimus)
- antarktopelta (Antarctopelta)[63]
- antarktozaur (Antarctosaurus)[64]
- antetonitrus (Antetonitrus)[65]
- antrodem (Antrodemus)
- Anzu[66]
- Aoniraptor[67]
- Aorun[68]
- Apatoraptor[69]
- apatozaur (Apatosaurus)
- appalachiozaur (Appalachiosaurus)[70]
- Aquilarhinus[71]
- Aquilops[72]
- Arackar[73]
- aragozaur (Aragosaurus)
- aralozaur (Aralosaurus)
- Aratasaurus[74]
- Archaeocursor[75]
- archeoceratops (Archaeoceratops)

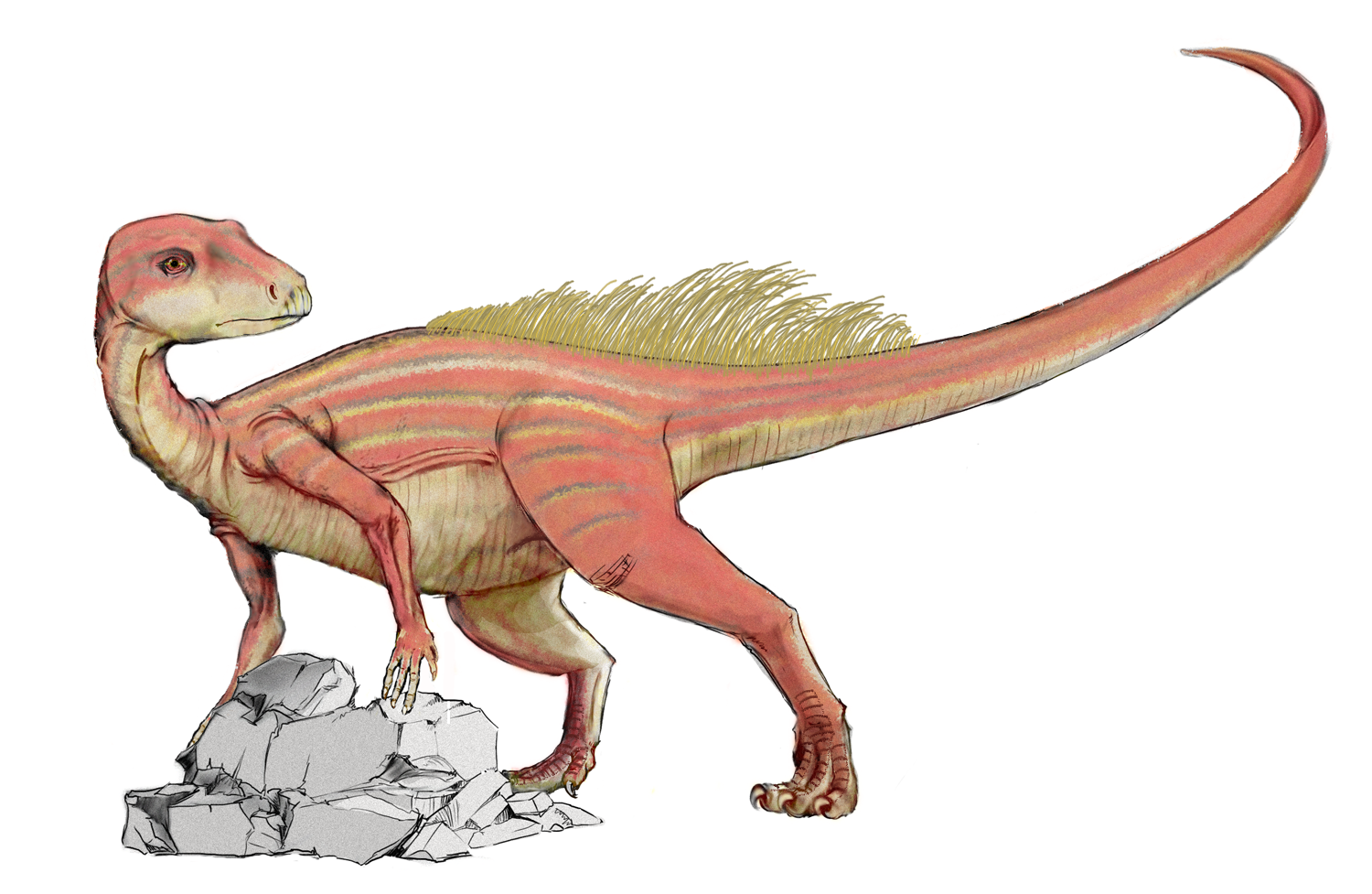
abriktozaur

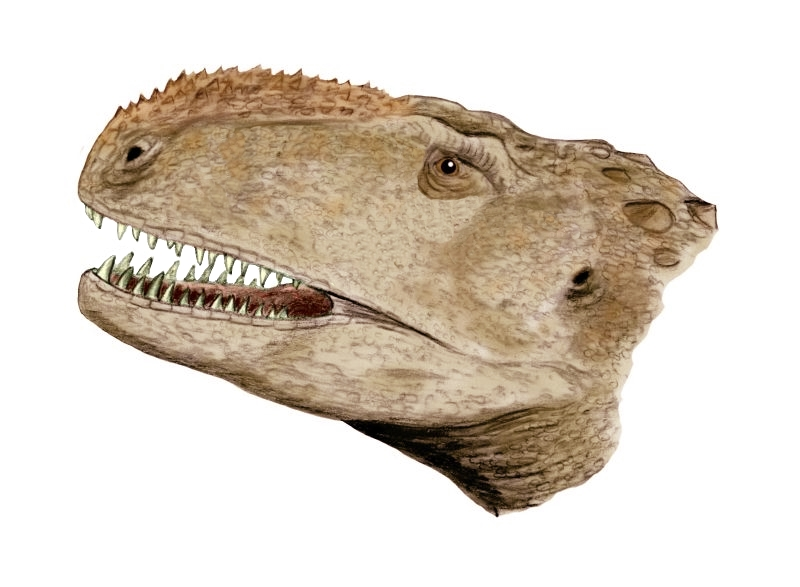
głowa abelizaura

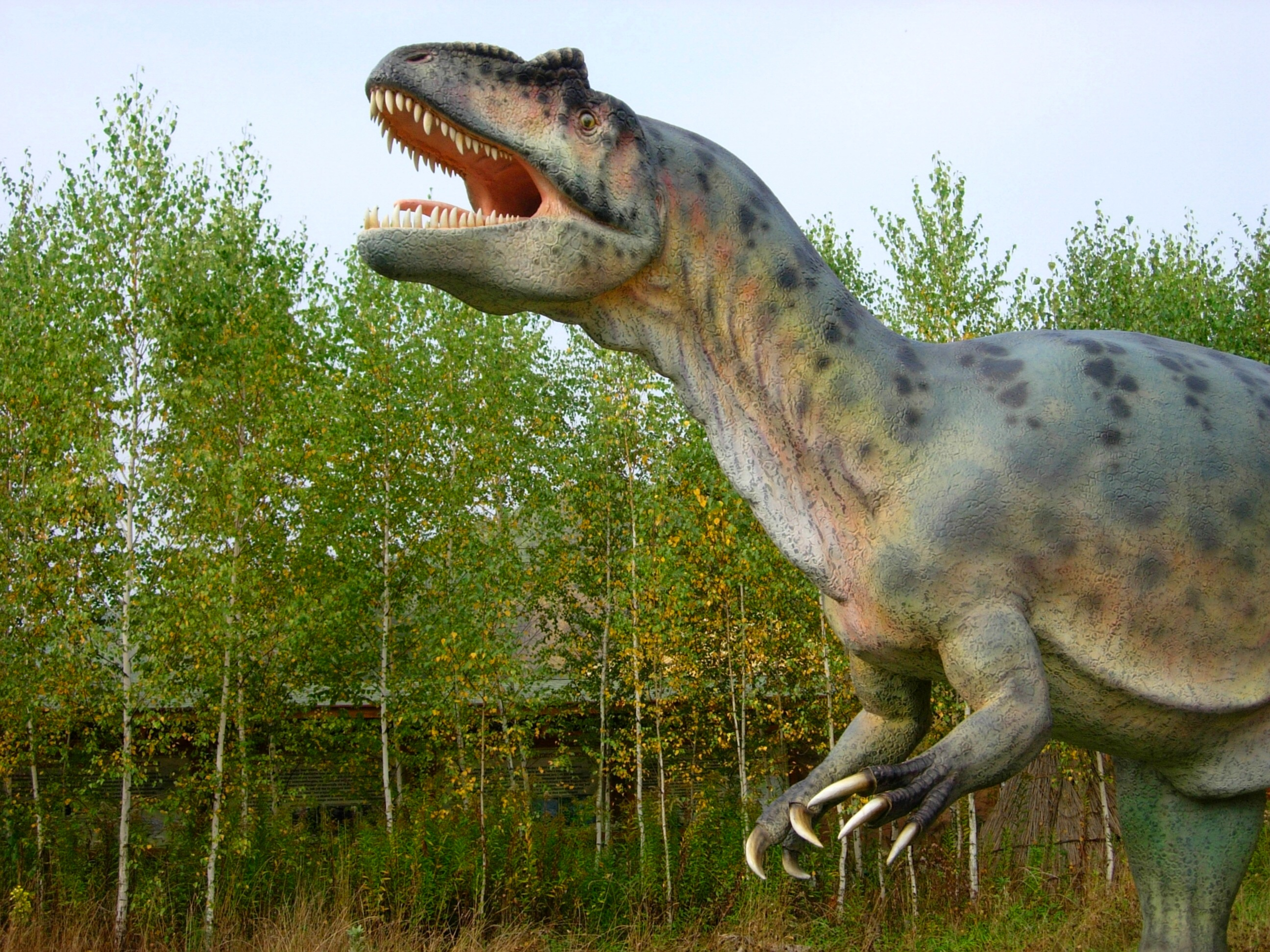
model allozaura (Bałtowski Park Jurajski)

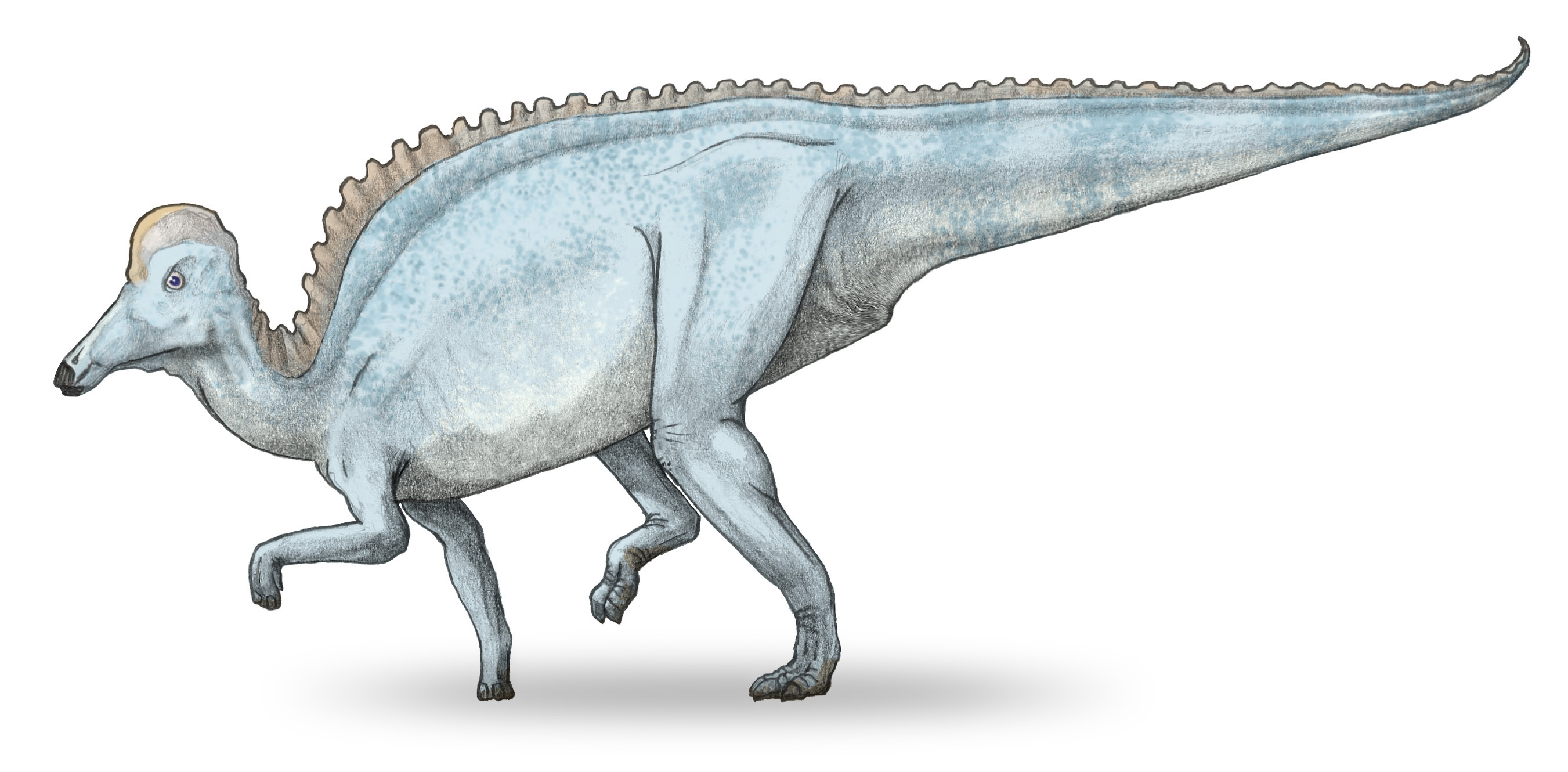
amurozaur

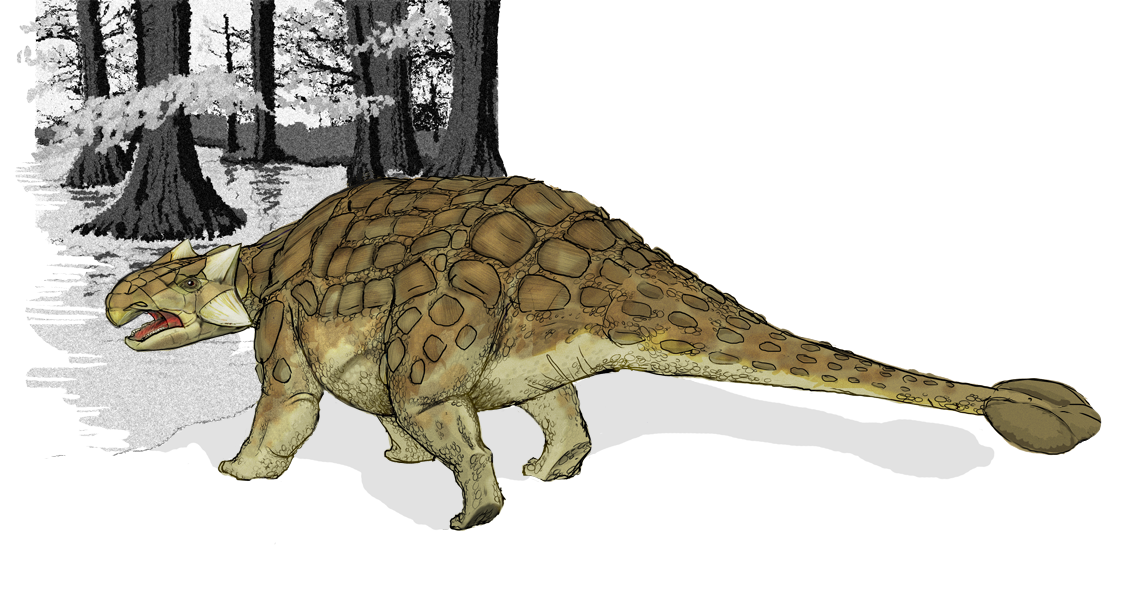
ankylozaur

- archeodontozaur (Archaeodontosaurus)[76]
- archeornitoid (Archaeornithoides)[77]
- archeornitomim (Archaeornithomimus)

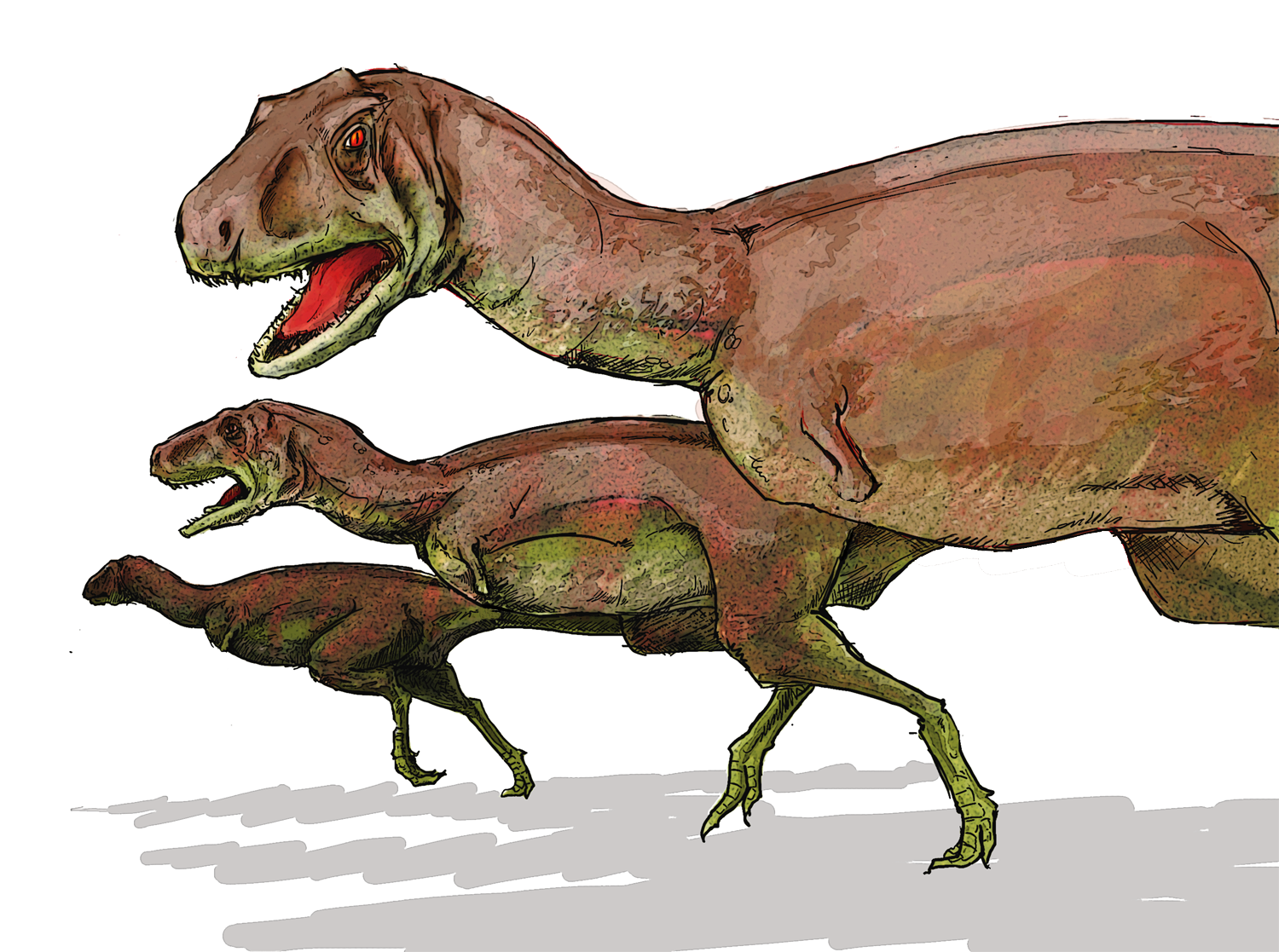
aukazaury

- Arcovenator[78]
- Arcusaurus[79]
- Ardetosaurus[80]
- Arenysaurus[81]
- argentynozaur (Argentinosaurus)[82]
- argyrozaur (Argyrosaurus)
- aristozuch (Aristosuchus)
- arkanzaur (Arkansaurus)[83]
- Arkharavia[84]
- Arrhinoceratops
- Arrudatitan[85]
- arstanozaur (Arstanosaurus)

- Asfaltovenator[86]
- Asiatyrannus[87]
- Astigmasaura[88]
- astrodon (Astrodon)
- Astrophocaudia[89]
- Atacamatitan[90]
- atlaskopkozaur (Atlascopcosaurus)[91]
- atlazaur (Atlasaurus)
- atrociraptor (Atrociraptor)[92]
- Atsinganosaurus[93]
- aublysodon (Aublysodon)
- Augustynolophus[94]
- aukazaur (Aucasaurus)[95]
- auroraceratops (Auroraceratops)[96]
- Aurornis[97]
- australodok (Australodocus)
- Australovenator[98]
- Austrocheirus[99]
- Austroposeidon[100]
- Austroraptor[101]
- austrozaur (Austrosaurus)
- awaceratops (Avaceratops)
- awiatyran (Aviatyrannis)[102]
- awimim (Avimimus)
- awipes (Avipes)[103] – przynależność do dinozaurów niepewna
- azjaceratops (Asiaceratops)[104]
- azjamerykana (Asiamericana)
- azjatozaur (Asiatosaurus)
- azylozaur (Asylosaurus)

## B

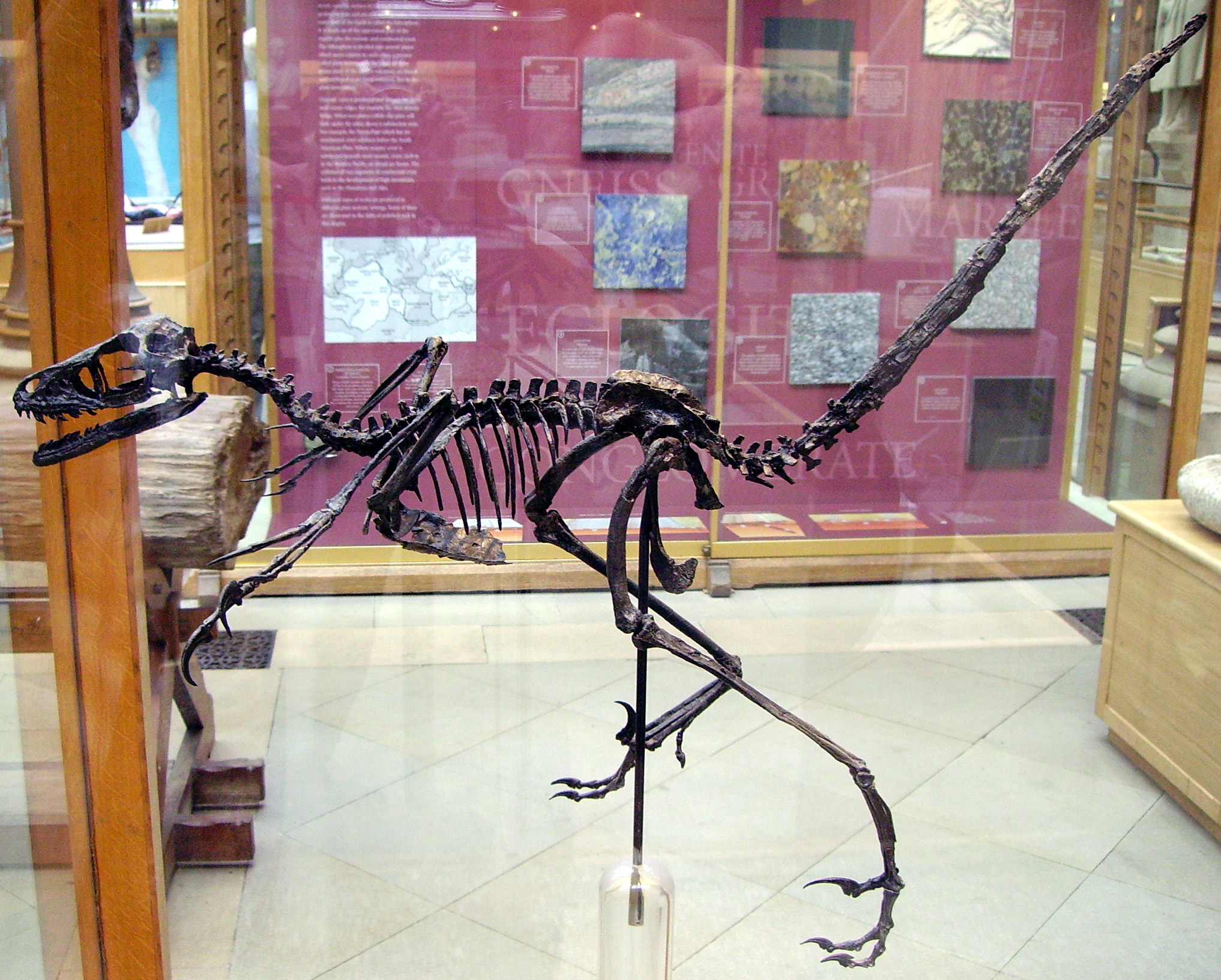
szkielet bambiraptora (Oxford University Museum of Natural History)

- Baalsaurus[105]
- bagaceratops (Bagaceratops)[106]
- Bagaraatan
- Bagualia[107]
- Bagualosaurus[108]
- baharijazaur (Bahariasaurus)
- Bainoceratops[109]
- Baiyinosaurus[110]
- Bajadasaurus[111]
- baktrozaur (Bactrosaurus)
- Balaur[112] – możliwa przynależność do ptaków[113]
- Bambiraptor[114]
- Banji[115]
- Bannykus[116]
- Baotianmansaurus[117]
- barapazaur (Barapasaurus)[118]
- Barilium[119]
- barionyks (Baryonyx)[120]
- barozaur (Barosaurus)
- Barrosasaurus
- Barsboldia[121]
- Bashanosaurus[122]
- Batyrosaurus[123]
- baurutytan (Baurutitan)[124]
- Bayannurosaurus[125]
- Beg[126]
- Beibeilong[127]
- Beipiaognathus
- beipiaozaur (Beipiaosaurus)[128]
- Beishanlong[129]
- beklespinaks (Becklespinax)
- Belemodon
- belluzaur (Bellusaurus)
- berberozaur (Berberosaurus)[130]
- Berthasaura[131]
- betazuch (Betasuchus)
- Bicentenaria[132]
- bienozaur (Bienosaurus)
- bihariozaur (Bihariosaurus)
- Bissektipelta
- Bistahieversor[133]
- Bisticeratops[134]
- Blasisaurus[135]
- blikanazaur (Blicanasaurus)
- Bolong
- Bonapartenykus[136]
- Bonapartesaurus[137]
- bonatytan (Bonatitan)
- bonitazaura (Bonitasaura)
- Borealopelta[138]
- borealozaur (Borealosaurus)
- Boreonykus[139]
- borogowia (Borogovia)[140]
- botriospondyl (Bothriospondylus)
- brachiozaur (Brachiosaurus)
- Brachyceratops
- brachylofozaur (Brachylophosaurus)

- brachypodozaur (Brachypodosaurus)
- Brachytrachelopan[141]
- Brasilotitan[142]
- Bravasaurus[143]
- Bravoceratops[144]
- brewiceratops (Breviceratops)
- Brighstoneus[145]
- Brontomerus[146]
- Brontoraptor
- brontozaur (Brontosaurus)[147][148]

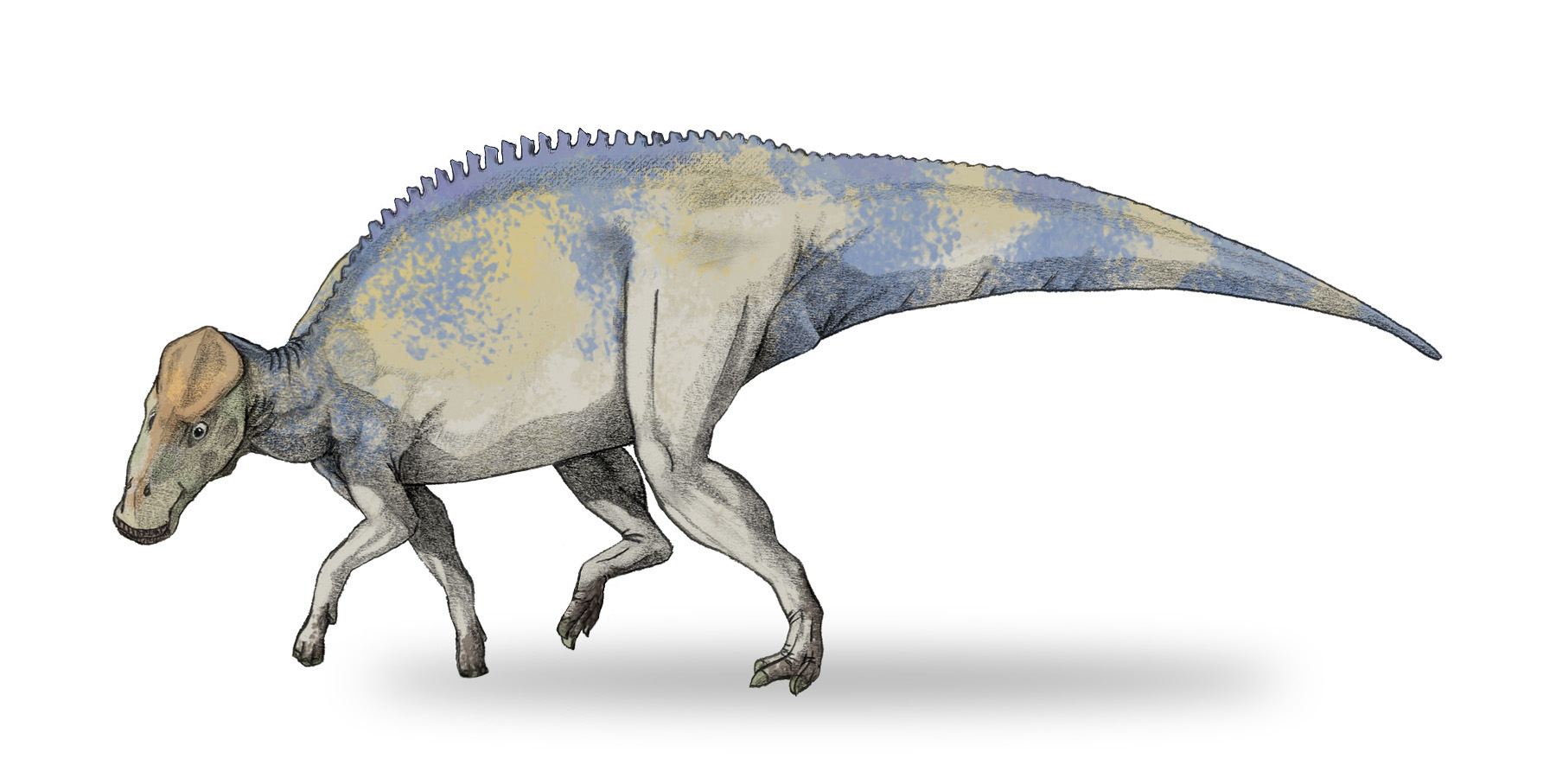
brachylofozaur

- bruhatkajozaur (Bruhathkayosaurus)
- bugenazaura (Bugenasaura)[149]
- Buitreraptor[150]
- Burianosaurus[151]
- Buriolestes[152]
- Bustingorrytitan[153]
- byronozaur (Byronosaurus)[154]

## C
- Caieiria[155]
- Caihong[156]
- Caletodraco[157]
- Calvarius[158]
- Camarillasaurus[159]
- Campananeyen[160]
- Canardia[161]
- cedarozaur (Cedarosaurus)[162]
- Cedarpelta[163]
- cedrorest (Cedrorestes)[164]
- celofyz (Coelophysis)
- celur (Coelurus)
- celuroid (Coeluroides)
- cenagnatazja (Caenagnathasia)
- centrozaur (Centrosaurus)
- Cerasinops[165]
- Ceratonykus
- Ceratops[166]
- Ceratosuchops[167]
- ceratozaur (Ceratosaurus)
- cetiozaur (Cetiosaurus)[168]
- cetiozaurysk (Cetiosauriscus)
- Chadititan[169]
- Chakisaurus[170]
- Changmiania[171]
- Changyuraptor[172]
- charonozaur (Charonosaurus)[173]
- chasmozaur (Chasmosaurus)
- chebzaur (Chebsaurus)[174]
- Chenanisaurus[175]
- Chilesaurus[176]
- chirostenot (Chirostenotes)
- Choconsaurus[177]

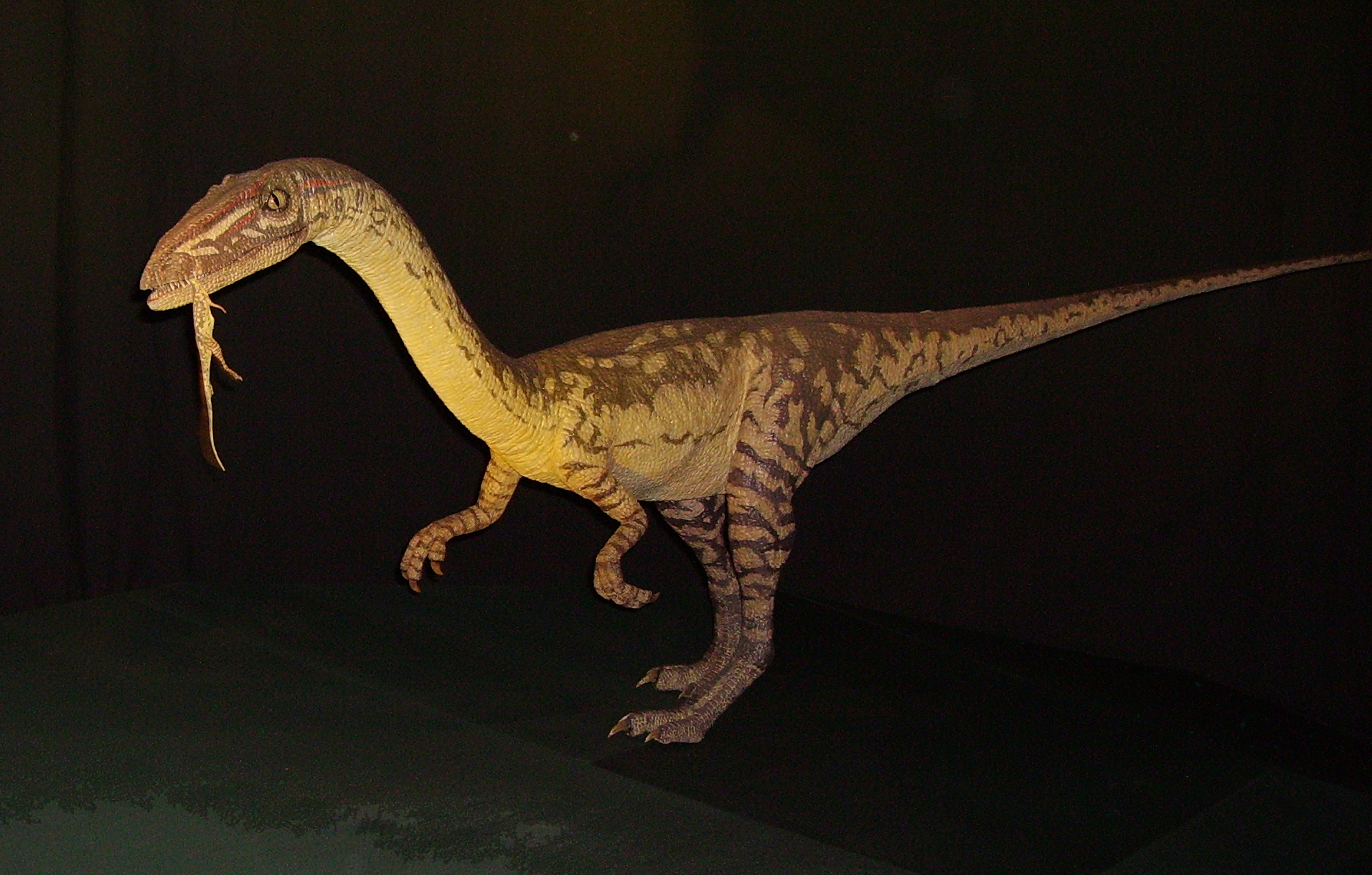
rekonstrukcja celofyza

- chondrosteozaur (Chondrosteosaurus)
- Choyrodon[178]
- Chromogisaurus[179]
- Chuanjiesaurus
- Chuanqilong[180]
- Chucarosaurus[181]
- Chuxiongosaurus[182]
- Cienciargentina[183]
- Citipati[184]
- Citipes[185]
- Coahuilaceratops[186]
- Coahuilasaurus[187]
- Comahuesaurus[188]
- Comptonatus[189]
- Concavenator[190]
- Convolosaurus[191]
- Coronosaurus[192]
- Corythoraptor[193]
- Crichtonpelta[194]
- Crichtonsaurus
- Crittendenceratops[195]
- Cruxicheiros[196]
- Cumnoria
- czangczunzaur (Changchunsaurus)
- czaojangzaur (Chaoyangsaurus)[197]
- cziajuzaur (Chiayusaurus)
- czialingozaur (Chialingosaurus)
- czilantajzaur (Chilantaisaurus)
- czindezaur (Chindesaurus)
- czuandongocelur (Chuandongocoelurus)
- czubutizaur (Chubutisaurus)
- czungkingozaur (Chungkingosaurus)
- czynszakiangozaur (Chinshakiangosaurus)

## D
- daanozaur (Daanosaurus)
- dacentrur (Dacentrurus)
- Daemonosaurus[198]
- Dahalokely[199]
- Dakotadon[200]
- Dakotaraptor[201]
- Daliansaurus[202]

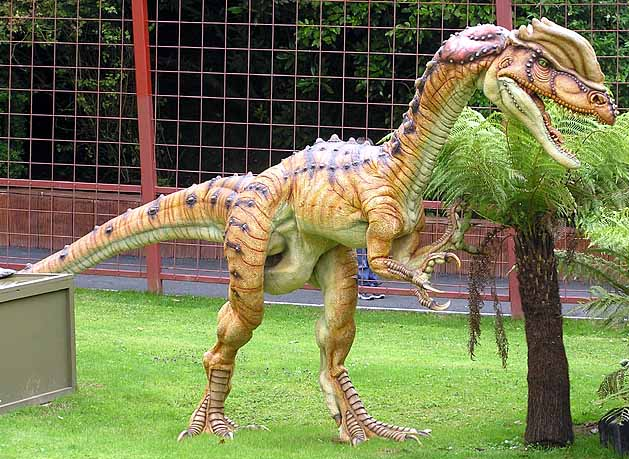
model dilofozaura

- "damalazaur" ("Damalasaurus" (nomen nudum))
- dandakozaur (Dandakosaurus)
- Darwinsaurus[203]
- daspletozaur (Daspletosaurus)
- daszanpuzaur (Dashanpusaurus)
- Datai[204]
- Datanglong[205]
- Datonglong[206]
- datouzaur (Datousaurus)
- Daurlong[207]
- Daurosaurus
- Daxiatitan[208]
- deinocheir (Deinocheirus)[209]
- Deinodon
- deinonych (Deinonychus)[210]
- Delapparentia[211]
- deltadrom (Deltadromeus)[212]
- Demandasaurus[213]
- Diabloceratops[214]
- Diamantinasaurus[98]
- dikreozaur (Dicraeosaurus)
- dilofozaur (Dilophosaurus)[215]
- Dilong[216]
- Diluvicursor[217]
- Dineobellator[218]
- dinheirozaur (Dinheirosaurus)
- diplodok (Diplodocus)
- Diuqin[219]
- dolichozuch (Dolichosuchus)[103]
- Dollodon[200]
- Dongbeititan[220]

- Dongyangopelta[221]
- Dongyangosaurus
- Dornraptor[222]
- Dracoraptor[223]
- drakonyks (Draconyx)
- drakopelta (Dracopelta)
- drakoreks (Dracorex)
- drakowenator (Dracovenator)[224]
- Dreadnoughtus[225]
- drinker (Drinker)
- driozaur (Dryosaurus)
- dromeozaur (Dromaeosaurus)
- dromeozauroid (Dromaeosauroides)
- dromicejomim (Dromiceiomimus)
- Drusilasaura[226]
- dryptozaur (Dryptosaurus)
- dryptozauroid (Dryptosauroides)
- dubrillozaur (Dubreillosaurus)[227]
- Duonychus[228]
- Duriatitan[229]
- duriawenator (Duriavenator)[230]
- Dynamoterror[231]
- dyoplozaur (Dyoplosaurus)[232][233]
- Dysalotosaurus
- dyslokozaur (Dyslocosaurus)
- dystrofez (Dystrophaeus)
- Dzharacursor[234]
- Dzharaonyx[235]
- Dzharatitanis[236]

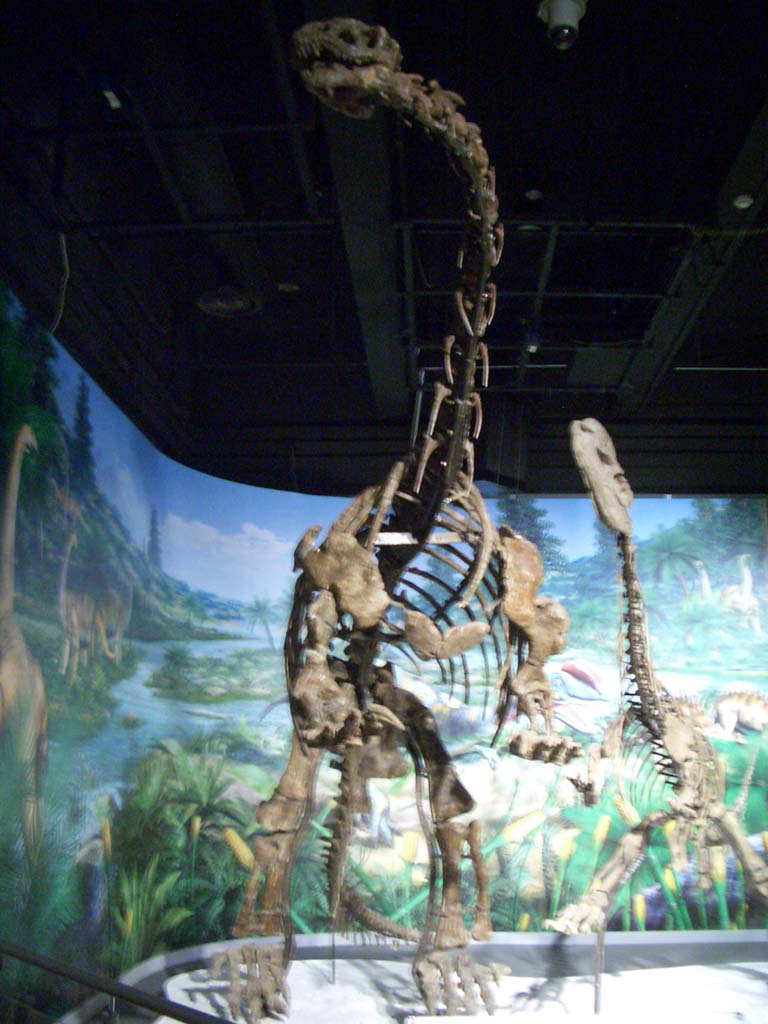
szkielet dzingszanozaura

- dziangszanozaur (Jiangshanosaurus)
- dzingszanozaur (Jingshanosaurus)
- dżabalpuria (Jubbulpuria)
- dżinozaur (Jainosaurus)[237]

## E
- Echinodon
- Edmarka
- Edmontonia
- edmontozaur (Edmontosaurus)
- efraazja (Efraasia)
- egiptozaur (Aegyptosaurus)
- einiozaur (Einiosaurus)[6]

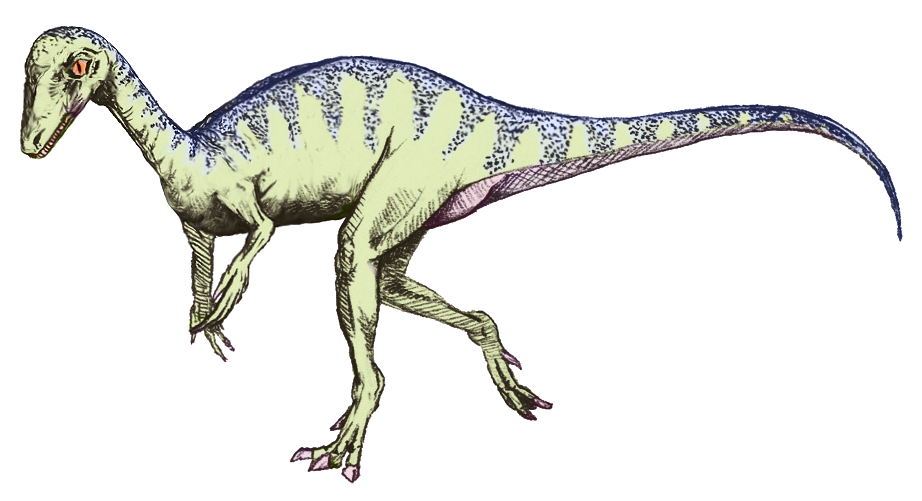
eoraptor

- ekryksinatozaur (Ekrixinatosaurus)[238]
- elafrozaur (Elaphrosaurus)
- Elaltitan[239]
- Elemgasem[240]
- elmizaur (Elmisaurus)[241]
- elopteryks (Elopteryx)
- Elrhazosaurus[242]
- emauzaur (Emausaurus)
- embazaur (Embasaurus)
- Emiliasaura[243]
- Enigmacursor[244]
- enigmozaur (Enigmosaurus)
- Eoabelisaurus[245]
- eobrontozaur (Eobrontosaurus)
- Eodromaeus[246]
- eokarcharia (Eocarcharia)[247]
- eokursor (Eocursor)[248]
- Eolambia[249]
- eolozaur (Aeolosaurus)
- eomamenchizaur (Eomamenchisaurus)[250]
- Eoneophron[251]
- eoraptor (Eoraptor)[252]
- Eosinopteryx[253]
- Eotrachodon[254]
- Eotriceratops[255]
- eotyran (Eotyrannus)[256]
- Eousdryosaurus[257]
- epachtozaur (Epachthosaurus)

- Epanterias
- Epichirostenotes[258]
- epidendrozaur (Epidendrosaurus)
- Epidexipteryx
- epizaur (Aepisaurus)
- Equijubus[259]
- erektopus (Erectopus)[103]
- Erketu[260]
- erlianzaur (Erliansaurus)[261]
- erlikozaur (Erlikosaurus)[262]
- Erythrovenator[263]
- eszanozaur (Eshanosaurus)[264]
- etonyks (Aetonyx)
- Eucamerotus
- euhelop (Euhelopus)
- euknemezaur (Eucnemasaurus)
- euoplocefal (Euoplocephalus)
- Euronychodon
- Europatitan[265]
- europazaur (Europasaurus)[266]
- Europelta[267]
- euskelozaur (Euskelosaurus)

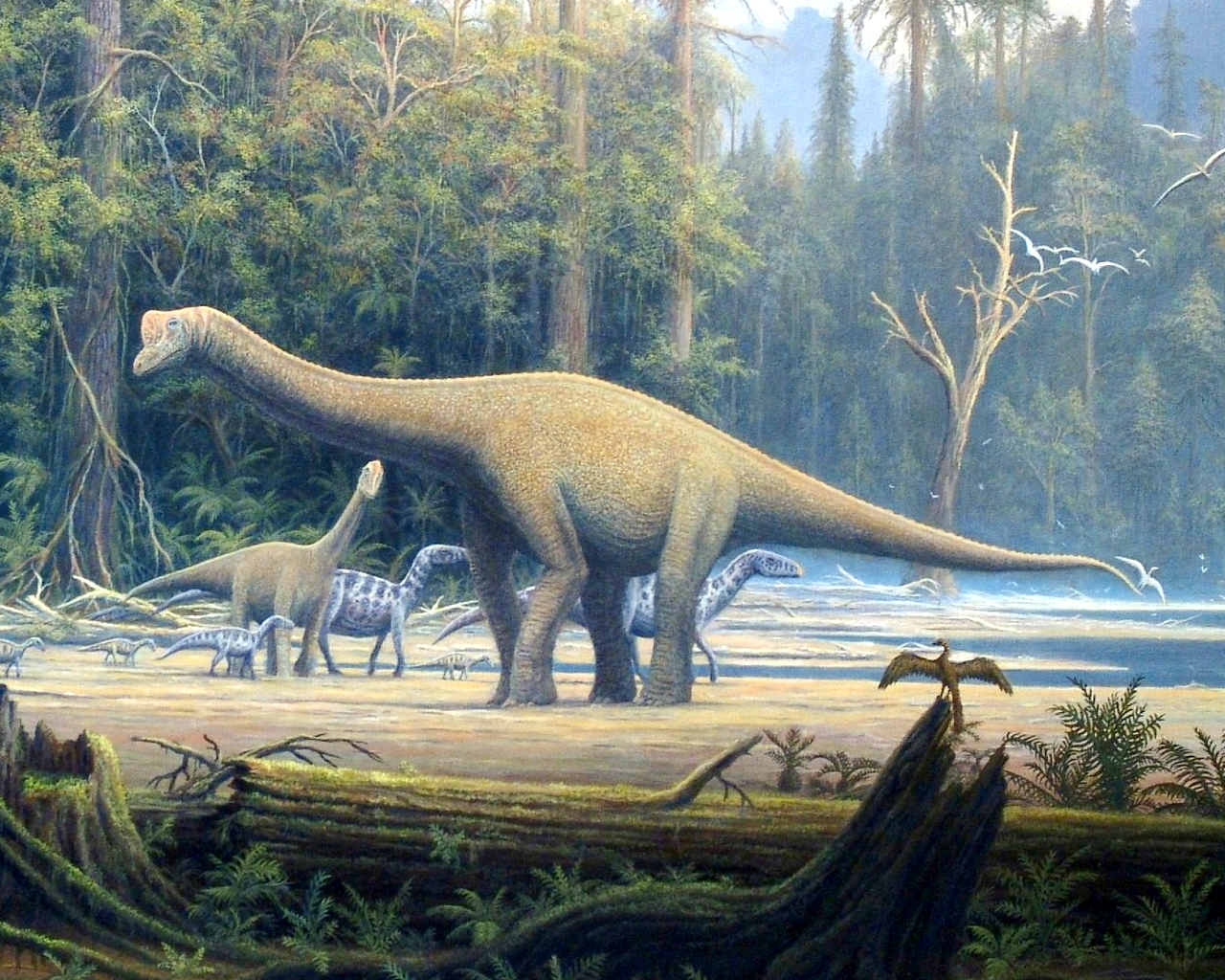
europazaur

- eustreptospondyl (Eustreptospondylus)[268]

## F

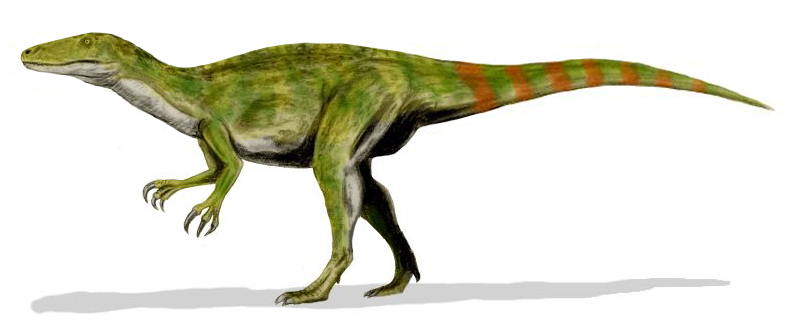
fukuiraptor

- fabrozaur (Fabrosaurus)
- falkarius (Falcarius)[269]
- fedrolozaur (Phaedrolosaurus)
- ferganazaur (Ferganasaurus)[270]
- ferganocefal (Ferganocephale)
- Ferrisaurus[271]
- filodon (Phyllodon)
- folkhajmeria (Volkheimeria)[272]
- Fona[273]
- Foraminacephale[274]
- Fosterovenator[275]
- Fostoria[276]
- Fruitadens[277]
- Fujianvenator[278]
- Fukuiraptor[279]
- Fukuititan[280]
- Fukuivenator[281]
- fukuizaur (Fukuisaurus)[282]
- Fulengia
- fulguroterium (Fulgurotherium)[103]
- Furcatoceratops[283]
- Fushanosaurus[284]
- fusuizaur (Fusuisaurus)
- futalognkozaur (Futalognkosaurus)[285]
- Fylax[286]